# Von Miller
Vonnie B'Vsean „Von“ Miller Jr. (* 26. März 1989 in Dallas, Texas) ist ein US-amerikanischer American-Football-Spieler der Washington Commanders auf der Position des Outside Linebackers  in der National Football League (NFL). Im College Football wurde er mit dem Butkus Award ausgezeichnet. Mit den Denver Broncos und den Los Angeles Rams gewann er Super Bowl 50 und LVI. Im Super Bowl 50 wurde Miller als MVP ausgezeichnet.

## College
Miller spielte von 2007 bis 2010 College Football für die im Texas A&M Aggies. In seinem ersten Jahr wurde er auf der Position als Defensive End von der Sporting News als Freshman-All Big 12 ausgezeichnet, nachdem er 22 Tackles setzte. Es gelangen ihm zwei Sacks, 4 Tackles hinter der Line of Scrimmage und ein erzwungener Fumble. Miller spielte in einer 4-2-5-Defense und wog während seines ersten College-Jahres 99 kg.
Im Frühjahr 2008 war der neu eingestellte Head Coach Mike Sherman über das Verhalten Millers im Training nicht erfreut und suspendierte ihn für das Frühjahr. Enttäuscht überlegte Miller zu wechseln, blieb jedoch auf Anraten seines Vaters.
In seinem zweiten Collegejahr 2008 spielte Miller Weakside Linebacker in der 4-3-Defense unter Joe Kines. Er wurde in allen 12 Spielen eingesetzt, verzeichnete 44 Tackles, davon waren 25 Solotackles und 3,5 Sacks. Er erzielte 7,5 Tackles hinter der Line of Scrimmage, erzwang zwei Fumbles und sicherte zwei weitere. Seine Rolle war eher auf die Passverteidigung ausgerichtet, sodass es ihm nicht möglich war, sein Fähigkeiten im Pass Rush unter Beweis zu stellen. So erzielte Miller in den letzten sieben Big-12-Spielen bloß acht Tackles.
In seinem Juniorjahr 2009 wurde Miller auf der Jack-Position eingesetzt, einer Hybrid-Position zwischen Linebacker und Defensive End, die ihm erlaubte, seine Fähigkeiten im Pass Rush zu zeigen. Diese Saison verlief außerordentlich für Miller. Er führte mit 17 Sacks die nationale Rangliste an und stand mit 21 Tackles for Loss auf Platz vier. Aufgrund seiner Erfolge wurde er als „First Team All Big-12“ als Defense End und als „First Team All-American“ von den Sporting News und der Sports Illustrated ausgezeichnet. Damit wurde er der erste Aggie seit Jason Webster 1999, der als „First Team All-American“ ausgezeichnet wurde. Der damalige Defensive Coordinator Joe Kines verglich Miller mit dem späten Derrick Thomas, dessen Spielweise Miller studierte, um sich damit vertraut zu machen.
In seinem letzten Collegejahr 2010 wechselte Miller auf die Position des Outside Linebackers in der 3-4-Defense von Tim DeRuyter. Er verstauchte sich früh in der Saison den Knöchel, weswegen er sechs Spiele ausfiel. Er verzeichnete dennoch 10,5 Sacks und 17,5 Tackles hinter der Line of Scrimmage. Wiederum bekam er eine First-Team-All-Big-12-Auszeichnung und gewann den Butkus Award, der jährlich an den besten Linebacker im College Football verliehen wird. Er wurde weiterhin als Consensus First-Team All-American ausgezeichnet und bekam First-Team-All-American-Ehrungen von Walter Camp, Scout.com, Pro Football Weekly, ESPN.com und der Associated Press.

## NFL
Im NFL Draft 2011 wurde Miller in der 1. Runde als 2. Spieler von den Denver Broncos ausgewählt. Somit wurde er als erster Linebacker in diesem Jahr gedraftet. In seiner Rookiesaison konnte Miller sofort überzeugen. In seinem ersten Spiel erzwang er direkt einen Fumble, und im zweiten Spiel erzielte er einen Sack. Am Ende der Saison hatte er 11,5 Sacks und 64 Tackles und wurde als NFL Defensive Rookie of the Year ausgezeichnet.
In seiner zweiten Saison (2012) konnte Miller mit 18,5 Sacks einen neuen Vereinsrekord aufstellen. Aufgrund seiner Leistungen wurde er ins All-Pro-Team berufen und belegte den 2. Platz bei der Auszeichnung zum NFL Defensive Player of the Year.
Seine dritte Saison musste Miller aufgrund eines Kreuzbandrisses vorzeitig beenden und absolvierte nur neun Spiele. In der Saison 2014 zeigte sich Miller gut von seiner Verletzung erholt und konnte zu seiner alten Stärke zurückfinden.
In der Saison 2015 spielte Miller mit den Denver Broncos im Super Bowl 50 gegen die Carolina Panthers und wurde für seine Leistung im Spiel (6 Tackles, 2,5 Sacks, 2 erzwungene Fumbles) zum Super Bowl MVP ernannt.
Am 1. November 2021 wurde er für einen Zweit- und Drittrundenpick im NFL Draft 2022 zu den Los Angeles Rams getradet. Am Ende der Saison 2021 gewann Miller mit den LA Rams den Super Bowl LVI.
Am 16. März 2022 unterschrieb Miller einen Vertrag über sechs Jahre bei den Buffalo Bills. In Woche 11 der Saison 2022 zog sich Miller einen Kreuzbandriss zu und musste die Saison vorzeitig beenden. Zum Auftakt der Saison 2023 wurde Miller zunächst auf die PUP-Liste gesetzt. Erst in Woche 5 wurde Miller wieder aktiviert und bestritt 12 der verbleibenden 13 Saisonspiele, verzeichnete jedoch lediglich drei Tackles und keinen Sack. Als Starter kam er bei den Bills weder in dieser noch in der folgenden Saison zum Zuge.
Nach erfolgreichem Start in die Saison 2024 – in den ersten vier Saisonspielen gelangen ihm drei Sacks – wurde Miller  wegen Verstoßes gegen den Verhaltenskodex der NFL für vier Spiele gesperrt. Insgesamt gelangen ihm in dieser Spielzeit sechs Sacks.
Am 9. März 2025 entließen die Buffalo Bills Von Miller, um Cap Space zu schaffen. Am 17. Juli 2025 unterschrieb er einen neuen Vertrag bei den Washington Commanders.

### Statistik
| Team    | Jahr   | Spiele                                   | Combined Tackles                         | Solo Tackles                             | Assisted Tackles                         | Sacks                                    | Forced Fumbles                           | Interceptions                            | Pässe abgewehrt                          |
| ------- | ------ | ---------------------------------------- | ---------------------------------------- | ---------------------------------------- | ---------------------------------------- | ---------------------------------------- | ---------------------------------------- | ---------------------------------------- | ---------------------------------------- |
| DEN     | 2011   | 15                                       | 64                                       | 50                                       | 14                                       | 11,5                                     | 03                                       | 0                                        | 04                                       |
| DEN     | 2012   | 16                                       | 68                                       | 55                                       | 13                                       | 18,5                                     | 06                                       | 01                                       | 02                                       |
| DEN     | 2013   | 9                                        | 34                                       | 27                                       | 7                                        | 5,0                                      | 03                                       | 0                                        | 01                                       |
| DEN     | 2014   | 16                                       | 59                                       | 42                                       | 17                                       | 14,0                                     | 01                                       | 0                                        | 02                                       |
| DEN     | 2015   | 16                                       | 35                                       | 30                                       | 5                                        | 11,0                                     | 04                                       | 0                                        | 01                                       |
| DEN     | 2016   | 16                                       | 78                                       | 62                                       | 16                                       | 13,5                                     | 03                                       | 0                                        | 03                                       |
| DEN     | 2017   | 16                                       | 58                                       | 52                                       | 6                                        | 10,0                                     | 02                                       | 0                                        | 03                                       |
| DEN     | 2018   | 16                                       | 48                                       | 29                                       | 19                                       | 14,5                                     | 04                                       | 01                                       | 03                                       |
| DEN     | 2019   | 15                                       | 46                                       | 33                                       | 13                                       | 8,0                                      | 0                                        | 0                                        | 02                                       |
| DEN     | 2020   | verletzungsbedingt kein Spiel bestritten | verletzungsbedingt kein Spiel bestritten | verletzungsbedingt kein Spiel bestritten | verletzungsbedingt kein Spiel bestritten | verletzungsbedingt kein Spiel bestritten | verletzungsbedingt kein Spiel bestritten | verletzungsbedingt kein Spiel bestritten | verletzungsbedingt kein Spiel bestritten |
| DEN/LAR | 2021   | 15                                       | 50                                       | 33                                       | 17                                       | 9,5                                      | 1                                        | 0                                        | 1                                        |
| BUF     | 2022   | 11                                       | 21                                       | 18                                       | 3                                        | 8                                        | 1                                        | 0                                        | 2                                        |
| BUF     | 2023   | 12                                       | 3                                        | 2                                        | 1                                        | 0                                        | 0                                        | 0                                        | 0                                        |
| BUF     | 2024   | 13                                       | 17                                       | 13                                       | 4                                        | 6,0                                      | 0                                        | 0                                        | 0                                        |
|         | Gesamt | 186                                      | 581                                      | 446                                      | 135                                      | 129,5                                    | 27                                       | 02                                       | 24                                       |

## Privat
Miller wurde in Dallas, Texas geboren. Seine Eltern sind Von und Gloria Miller, die beide Highschool- und College-Athleten waren und einen Elektrowarenhandel besitzen. Miller hat einen jüngeren Bruder.
Mit einem Abschluss in Geflügelzucht der Texas A&M University besitzt Miller eine eigene Farm, auf der er Hühner züchtet.
Im August 2013 wurde er verhaftet, da er Strafen auf Grund von Verkehrsverstößen nicht bezahlte.
Im September 2013 wurde Miller wegen zu schnellen und Fahrens ohne gültige Erlaubnis in Araphoe County, Colorado verurteilt.

### Von’s Vision
2012 gründete Miller, selber Brillenträger, das Projekt „Von’s Vision“, um Kindern aus Denver und Umgebung Augenuntersuchungen und Sehhilfen zur Verfügung zu stellen. Von’s Vision veranstaltet durch das Jahr hinweg Projekttage, „Von’s Vision Days“, an denen Kindern Augenuntersuchungen bekommen können und falls benötigt Sehhilfen.

#### Von’s Vision Days
Von’s Vision Days ist ein zweitägiges Programm. Die Stiftung kooperiert mit nationalen und regionalen Partnern, um stadtweit für Kinder aus einkommensschwachen Familien kostenlose Augenuntersuchungen anzubieten. Am ersten Tag werden diese ausgeführt und, wenn eine Sehhilfe notwendig ist, ein Termin zur Abholung der Brille am nächsten Tag vergeben. Nachdem die Brillen angefertigt sind, veranstaltet Miller eine Party, zu der die Kinder die Brillen angepasst bekommen. Hier haben die Kinder die Möglichkeit, mit Miller in Kontakt zu kommen und sich an ihre neuen Brillen zu gewöhnen.

#### Von Miller’s Back to School Vision Day
Seit 2015 veranstaltet Von Miller einen Vision Day vor Beginn des neuen Schuljahres. Jedes Jahr werden ca. 5.000 Kinder aus einkommensschwachen Familien in die öffentlichen Schulen Denvers eingeschult, die noch nie zuvor bei einem Augenarzt oder Optiker waren. Mehr als 1.900 davon brauchen eine Sehhilfe. Das Programm ist so ausgestaltet, dass die Kinder untersucht werden und wenn nötig innerhalb von Minuten eine Brille angefertigt bekommen. Die Untersuchung, Anfertigung der Brille und Anpassung dauert dabei unter einer Stunde.

### Dancing with the Stars
Am 8. März 2016 wurde angekündigt, dass Miller in der 22. Staffel von Dancing with the Stars auftreten wird. Seine Partnerin war die Tänzerin Witney Carson. Am 2. Mai 2016 schieden Carson und Miller aus und belegten am Ende Platz 8.